# ایلین ماگر
ایلین ماگر (انگلیسی: Aileen Meagher; ۲۶ نوامبر ۱۹۱۰ – ۲ اوت ۱۹۸۷) ورزشکار دو و میدانی اهل کانادا بود.
وی در مسابقات کشوری و بین‌المللی در مجموع برندهٔ ۱ مدال طلا، ۳ مدال نقره، ۲ مدال برنز شده‌است.